# South Orange Open 1979
Il South Orange Open 1979 è stato un torneo di tennis giocato sulla terra verde. È stata la 10ª edizione del torneo, che fa parte del Colgate-Palmolive Grand Prix 1979. Si è giocato a South Orange negli USA dal 30 luglio al 5 agosto 1979.

## Campioni

### Singolare maschile
John McEnroe ha battuto in finale  John Lloyd con il punteggio di 6–7, 6–4, 6–0

### Doppio maschile
Peter Fleming /  John McEnroe hanno battuto in finale  Fritz Buehning /  Bruce Nichols con il punteggio di 6–1, 6–3